# توبک
توبک (به لاتین: Tubek) یک منطقهٔ مسکونی در قرقیزستان است که در استان بادکند واقع شده‌است.

## خصوصیات
توبک ۲٬۹۹۷ متر بالاتر از سطح دریا واقع شده‌است.